# Sandrine Capy
Sandrine Capy (* 19. Januar 1969 in Lille) ist eine ehemalige französische Fußballspielerin und Nationalspielerin.

## Karriere

### Vereine
Capy gehörte dem in der nordfranzösischen Kleinstadt Hénin-Beaumont ansässigen FCF Hénin-Beaumont von 1986 bis 1993 als Torhüterin an, kam in dieser Zeit jedoch einzig am 19. Juni 1988 im Finale um die Meisterschaft gegen den VGA Saint-Maur zum Einsatz. Nachdem es nach der regulären Spielzeit von 90 Minuten mit 1:1 geendet hatte, entschied das Elfmeterschießen mit 3:2 zugunsten der Mannschaft aus Saint-Maur-des-Fossés.
Von 1993 bis 2002 gehörte sie dem Juvisy FCF in der Liga Championnat National 1 A an, anschließend bis 2007 in der Division 1 Féminine, der höchsten Spielklasse im französischen Frauenfußball. Wurde sie in den Saisonen 2000/01, 2001/02 und 2002/03 lediglich in insgesamt sieben Spielen der Meisterrunden eingesetzt, so kam sie erst ab der Saison 2003/04 in Punktspielen der regulären Saison zum Einsatz. Ihr Debüt gab sie zum Saisonstart am 12. Oktober 2003 beim 3:2-Sieg im Auswärtsspiel gegen  der 2:3-Niederlage im Heimspiel gegen Stade Saint-Brieuc. In den restlichen 21 Saisonspielen wurde sie fortan ebenfalls eingesetzt, wie auch in zwei von drei Spielen der Meisterrunde. In den folgenden drei Saisonen bestritt sie mit 18, 22 und drei Punktspielen ihre letzten für den Verein.
Nach einer zweijährigen Abwesenheit vom Fußball, sich am Ende der Spielerkarriere wähnend, trat sie ab der Saison 2009/10 für die Zweitvertretung in der Division 3 Féminine in Erscheinung und wurde in zwei Punktspielen eingesetzt, wie auch in der Saison 2011/12, jedoch in der Division d’Honneur, der höchsten regionalen Spielklasse im Amateurbereich. Das letztes Spiel ihrer Karriere und das einzige für den Etampes Football Club bestritt sie am 14. Dezember 2014 in einer von den regionalen Untergliederungen des Landesverbands FFF organisierten Qualifikationsrunden, der Premier tour fédéral, der ersten Bundesrunde, beim 2:2-Unentschieden gegen die Union Sportive Orléans 45 als Einwechselspielerin in der 75. Minute.

### Nationalmannschaft
Für die A-Nationalmannschaft bestritt sie im Zeitraum von 1991 bis 2005 17 Länderspiele, aufgeteilt in 12 Freundschaftsspielen, zwei EM-Qualifikationsspielen und drei in zwei Turnieren um den Algarve-Cup. Ihr Debüt als Nationalspielerin gab sie am 21. September 1991 in Belfort bei der 0:1-Niederlage im Freundschaftsspiel gegen die A-Nationalmannschaft Italiens mit Einwechslung für Sylvie Josset in der 41. Minute. Ihre beiden EM-Qualifikationsspiele bestritt sie am 15. November 2003 und am 3. Oktober 2004 jeweils gegen die A-Nationalmannschaft Polens mit dem dritten und achten Spiel der EM-Qualifikationsgruppe 3. Mit ihrer Mannschaft nahm sie zweimal am Turnier um den Algarve-Cup teil. Ihr erstes Turnierspiel hatte sie am 14. März 2004 in Quarteira im ersten Spiel der Gruppe A bei der 1:5-Niederlage gegen die US-amerikanische Nationalmannschaft, die anderen beiden bestritt sie am 11. und 15. März 2015 in Guia mit dem 2:1-Sieg im zweiten Spiel der Gruppe B gegen die Nationalmannschaft Dänemarks und in Montechoro beim 3:2-Sieg im Spiel um Platz 3 gegen die A-Nationalmannschaft Schwedens. Des Weiteren gehörte sie dem Kader für die Europameisterschaft 1997 an, wurde als dritte Torhüterin hinter Sandrine Roux und Céline Marty bei der Teilnahmepremiere Frankreichs jedoch nicht eingesetzt. So erging es ihr auch 2005, als Sarah Bouhaddi in den drei Spielen der Gruppe B eingesetzt wurde.

## Erfolge
Nationalmannschaft
- Dritter Algarve-Cup 2005

Juvisy FCF
- Französischer Meister 1994, 1996, 1997, 2003, 2006
- Französischer Pokalsieger 2005

FCF Hénin-Beaumont
- Finalist Französische Meisterschaft 1988